# Alejandra Andreu
Alejandra Andreu Santamarta (Saragozza, 25 febbraio 1990) è una modella spagnola incoronata Miss International 2008 l'8 novembre 2008.
È stata anche la vincitrice dei riconoscimento Miss Photogenic durante lo stesso concorso. La vittoria di Andreu ha segnato il terzo titolo di Miss International per la Spagna. Le altre vincitrici sono state Pilar Medina Canadell (1977) e Silvia de Esteban (1990). È anche la prima volta che il titolo "Grand Slam" va alla Spagna, dal 1990. Alejandra Andreu è anche la più giovane vincitrice del concorso, avendo soltanto diciotto anni al momento dell'incoronazione.
Durante Miss Spagna 2008 la Andreu era la rappresentante di Saragozza e si era classificata al terzo posto.